# Pjätteryds kyrka

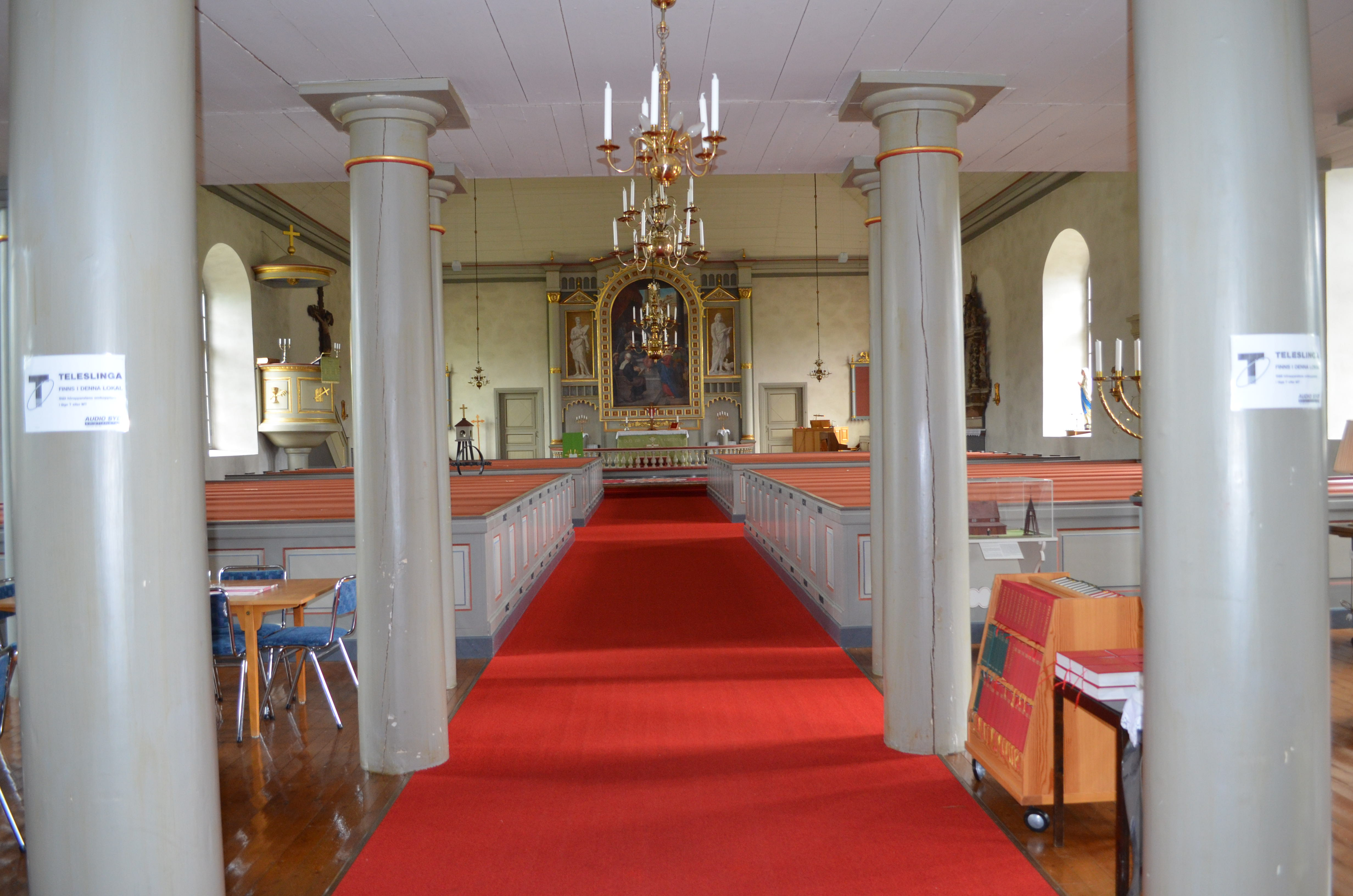

Pjätteryds kyrka är en kyrkobyggnad i Pjätteryd, Växjö stift. Den är församlingskyrka i Pjätteryds församling.

## Kyrkobyggnaden
Den 26 september 1841 invigde kontraktsprosten Petrus Granstrand den nya kyrkan i Pjätteryd. Förspelet till det nya kyrkbygget hade varit mycket stormigt. Redan 1816 hade den gamla medeltida träkyrkan dömts ut. Men på grund av motsättningar hade inget hänt tills biskop Esaias Tegnér ingrep 1830 och resolut ställde kravet att en kyrkobyggnad skall vara i värdigt skick. Den nya kyrkan började byggas 1833 av byggmästare L. Carlsson, Sölvesborg efter ritningar av arkitekt  Samuel Enander. Det blev en tidstypisk ljus och rymlig kyrka i empirestil med rundbågiga höga fönster i kyrkorummet. Långhuset avslutades av en korvägg med bakomliggande sakristia. Tornet erhöll en tidsenlig lanternin krönt av ett kors. Interiören domineras av en pompös altaruppställning kring altartavlan.

## Inventarier
- Medeltida triumfkrucifix.
- Madonnabild från 1300-talet.
- Altaruppsats från den gamla kyrkan med motiv: Nattvardens instiftelse. En altaruppsats tillverkades 1731 av Sven Segervall, Växjö.
- Altaruppställning från 1877 med grisaillemålningar på sidorna föreställande Moses och aposteln Johannes framställda av professor Bengt Nordenberg
- Altartavla utförd av Bengt Nordenberg med motivet "Jesus vid 12 års ålder i templet".
- Predikstol med ljudtak, rundformad med symboler.

## Orgel
- Den första orgeln i den nya kyrkan byggdes 1854 av Johan Magnus Blomqvist, Virestad. Orgeln hade 18 stämmor.
- Detta orgelverk ersattes av ett nytt 1932 byggt av A.Mårtenssons Orgelfabrik AB, Lund med 15 stämmor.
- Det allra senaste orgelverket är byggt 1979 av Västbo Orgelbyggeri, Långaryd är mekaniskt.

| Huvudverk I   | Öververk II     | Pedal      | Koppel |
| Principal 8´  | Borduna 8´      | Subbas 16´ | I/P    |
| Gedackt 8´    | Kvintadena 8´   | Oktava 8´  | II/P   |
| Oktava 4´     | Salicional 8´   | Oktava 4´  | II/I   |
| Kvinta 2 2/3' | Vox Retusa 4'   | Basun 16'  |        |
| Oktava 2'     | Traversflöjt 4' |            |        |
| Ters 1 3/5'   | Waldflöjt 2'    |            |        |
| Trumpet 8'    | Oktava 1'       |            |        |

### Webbkällor
- anläggningspresentation
- Wikimedia Commons har media som rör Pjätteryds kyrka.